# Joan
Joan je ime.

## Osobe s imenom Joan
- Joan Baez (rođena 1941.), američka pjevačica
- Joan Blaeu (1596. – 1673.), nizozemski kartograf
- Joan Cañellas Reixach (rođen 1986.), španjolski rukometaš
- Joan Capdevila (rođen 1978.), španjolski nogometaš
- Joan Carlile (oko 1606. – 1679.), engleska slikarica
- Joan Carrillo (rođen 1968.), španjolski nogometaš
- Joan Collins (rođena 1933.), britanska glumica i spisateljica
- Joan Crawford (oko 1904. – 1977.), američka glumica
- Joan Creus i Molist (rođen 1956.), španjolski košarkaš
- Joan Fontaine (1917. – 2013.), britansko-američka glumica
- Joan Fuster (1922. – 1992.), španjolski pisac
- Joan Halifax (rođena 1942.), američka antropologica
- Joan Harrison (plivačica) (rođena 1935.), južnoafrička plivačica
- Joan Hickson (1906. – 1998.), britanska glumica
- Joan Jett (rođena 1958.), američka pjevačica, gitaristica, i glumica
- Joan Miró (1893. – 1983.), španjolski slikar, kipar i keramički umjetnik
- Joan Vollmer (1923. – 1951.), američka spisateljica